# South Mapleton Drive
Der South Mapleton Drive ist mit mehr als einem Kilometer Länge eine der längsten Straßen in der Wohnsiedlung Holmby Hills im Westen von Los Angeles. Die Straße beginnt im Norden am Sunset Boulevard und endet im Süden am Club View Drive gegenüber dem Holmby Park.

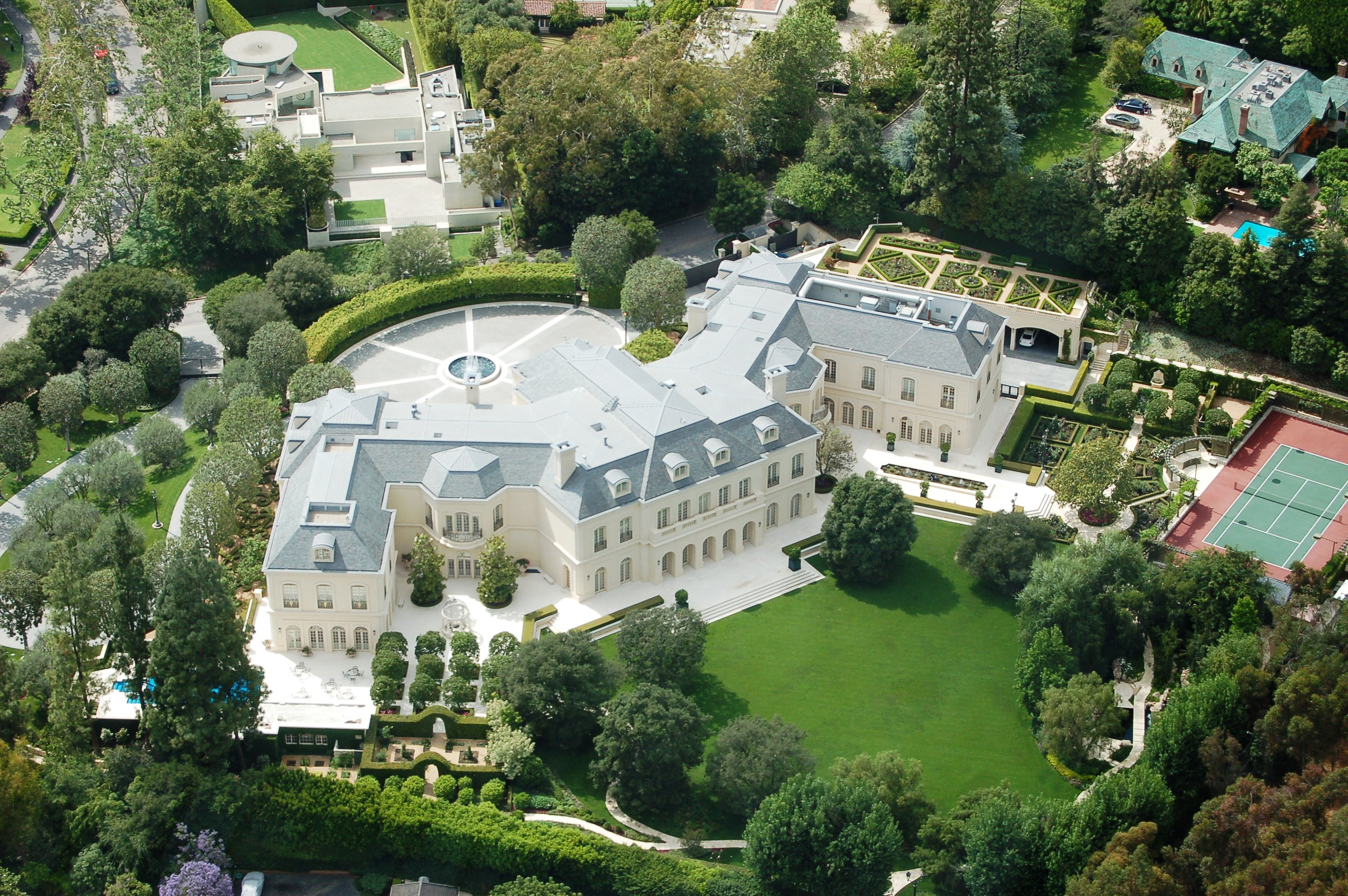
Das im Auftrag von Aaron Spelling erbaute Haus Nummer 594 South Mapleton Drive ist das größte Wohnhaus im Los Angeles County.

## Bekannte Anwohner
Am südöstlichen Ende der Straße befindet sich unter Nummer 594 – auf dem Areal zwischen dem Holmby Park im Südwesten und dem Los Angeles Country Club im Südosten – das größte Haus von Holmby Hills.
Unter Nummer 120 lebte in den 1950er Jahren bis zu ihrer Trennung 1957 das Schauspielerehepaar Lex Barker (1919–1973) und Lana Turner (1921–1995).
Auf dem Anwesen Nummer 130 lebte zu Beginn der 1950er Jahre die Schauspielerin Debbie Reynolds (1932–2016) und anschließend von 1953 bis 1960 ihre Berufskollegin Judy Garland (1922–1969) in gemeinsamen Ehejahren mit dem Filmproduzenten Sidney Luft (1915–2005). In unmittelbarer Nachbarschaft lebte der Filmproduzent Jesse Lasky (1880–1958) unter Nummer 143 und ein weiterer Berufskollege, Hal Wallis (1899–1986), mit seiner Frau Louise Fazenda (1895–1962) unter Nummer 161. Im selben Haus wohnte später auch der Sänger Neil Diamond (* 1941).
Unter Nummer 175 lebte der Musiker Sammy Cahn (1913–1993) und unter Nummer 219 der Schauspieler und Regisseur Mel Gibson (* 1956).
Das Anwesen Nummer 232 wurde von dem Schauspielerehepaar Humphrey Bogart (1899–1957) und Lauren Bacall (1924–2014) bewohnt. Nach „Bogeys“ Tod verkaufte Bacall das Grundstück.
Die Schauspielerin Gloria Grahame (1923–1981) lebte unter Nummer 240 und der deutsch-österreichische Schauspieler Curd Jürgens (1915–1982) unter Nummer 243. Das Anwesen Nummer 292 wurde in den 1940er Jahren von der Schauspielerin Jane Withers (1926–2021) und in den 1990er Jahren von ihrer Berufskollegin Geena Davis (* 1956) bewohnt.
Unter Nummer 333 residierte der Playboy-Gründer Hugh Hefner (1926–2017).
Die Schauspielerin Joan Bennett (1910–1990) beauftragte 1936 den Architekten Wallace Neff mit dem Bau der Villa Nummer 515, die anschließend von ihr und seit der Heirat im Jahr 1940 auch ihrem Ehemann und Berufskollegen Walter Wanger (1894–1968) bewohnt wurde. Später lebte das Ehepaar Hal Wallis und Louise Fazenda unter dieser Adresse, nachdem sie vorher das Haus Nummer 161 in derselben Straße bewohnt hatten.
Unter Nummer 584 lebte in den 1950er Jahren der Entertainer Sammy Davis, Jr. (1925–1990).
In der früheren Villa des Anwesens Nummer 594 residierte von 1943 bis 1964 der Sänger Bing Crosby (1903–1977) und unmittelbar nach ihm von 1964 bis 1983 Patrick J. Frawley, der Präsident der Schick Razor Company. Er verkaufte das Grundstück an den Film- und Fernsehproduzenten Aaron Spelling (1923–2006), der die alte Villa sowie zwei weitere Häuser abreißen ließ und das größte Wohnhaus des Los Angeles County errichten ließ: ein „Schloss“ mit etwa 120 Zimmern. Nach Spellings Tod verkaufte seine Witwe Carole „Candy“ Spelling das inzwischen nach ihr benannte Anwesen Candyland im Jahr 2011 für mehr als 80 Millionen Dollar an Petra Ecclestone, die damals 22-jährige Tochter des Formel-1-Unternehmers Bernie Ecclestone (* 1930).